# Galaxy 4
Galaxy 4 (La Galaxie 4) est le dix-huitième épisode de la première série de la série télévisée britannique de science-fiction Doctor Who, diffusé pour la première fois en quatre parties hebdomadaires du 11 septembre au 2 octobre 1965. Écrit par le scénariste William Emms, cet épisode qui débute la troisième saison de la série a longtemps été considéré comme complètement disparu.

## Accroche
Le Docteur et ses compagnons atterrissent sur une planète inconnue sur le point d'exploser dans laquelle un conflit entre les guerrières Drahvins et d'étranges créatures nommées les Rills semble avoir atteint son apogée.

## Distribution
- William Hartnell — Le Docteur
- Maureen O'Brien — Vicki
- Peter Purves — Steven Taylor
- Stephanie Bidmead — Maaga
- Marina Martin, Susanna Caroll, Lyn Ashley — Les Drahvins
- Jimmy Kaye, William Shearer, Angelo Muscat, Pepi Poupée, Tommy Reynolds — Les Chumblies
- Robert Cartland — Voix des Rills
- Barry Jackson — Garvey

## Résumé

### Four Hundred Dawns
Le Docteur, Vicki et Steven Taylor se retrouvent sur une planète silencieuse où ils croisent de petits robots que Vicki surnomme les Chumblies, et dont ils ignorent les intentions. Capturés par un des Chumblies, ils sont alors libérés par deux femmes guerrières qui paralysent l'un des robots et elles ramènent le Docteur et ses compagnons à leur quartier général. Ce sont les Drahvins, dont la planète Drahva se trouve dans la même galaxie que celle sur laquelle le TARDIS a atterri, la Galaxie 4. Les Drahvins sont des clones, génétiquement modifiés, qui ont pour seul but d'être soldats et d'obéir à une femme, menaçante et hautaine, qui a pour nom Maaga. La planète des Drahvins est présentée comme étant une race où un petit groupe d'hommes sert pour la reproduction, les autres étant tués. Maaga prétend être en guerre contre une autre race, les Rills, des reptiliens, qui sont les créateurs des Chumblies. Maaga cherche à obtenir le vaisseau des Drills pour retourner sur Drahva.
La planète va exploser dans quatorze aubes selon les Rills, qui ont proposé leur aide aux Drahvins. Mais Maaga décrit ces derniers comme étant des créatures sanguinaires qu'il faut exterminer, ce en quoi le Docteur ne croit pas. Steven et lui obtiennent alors de Maaga le droit de retourner au TARDIS pour faire quelques mesures, mais le verdict du Docteur est étonnant : il ne reste non pas quatorze, mais deux journées à la planète avant qu'elle se détruise.

### Trap of Steel
Le Docteur et Steven retournent chercher Vicki restée avec les Drahvins. Mais un Chumbley tente de les empêcher de quitter le TARDIS et cherche à leur faire faire demi-tour. Une fois la voie libre, ils rejoignent le vaisseau des Drahvins, où Maaga leur demande de les aider. Devant leur refus, elle pointe sur eux une arme. Steven est pris en otage et le Docteur et Vicki sont envoyés par les Drahvins afin qu'ils aillent voler le vaisseau des Rills. Une fois à l'intérieur, ils sont tous deux impressionnés par la technologie de ceux-ci. En pleine exploration, Vicki aperçoit un des Rills qui les observe par une fenêtre.

### Air Lock
Pour les articles homonymes, voir Airlock (homonymie).
Alors qu'ils tentent de fuir pour échapper aux Chumblies, le Docteur et Vicki sont séparés. La jeune fille est emmenée par les Chumblies et rencontre le chef des Rills. Il lui apprend par télépathie que ses intentions sont pacifiques, qu'ils ont proposé aux Drahvins leur aide, mais qu'elles l'on refusée et veulent le vaisseau des Rills pour elles seules. Comprenant que Maaga a menti au sujet des Rills, elle court donc en informer le Docteur qui était sur le point de saboter un convertisseur d'ammoniac, nécessaire aux Rills pour leur respiration. Une fois le malentendu dissipé, le Docteur leur apprend l'explosion imminente de la planète, et accepte d'aider les Rills à réparer leur vaisseau.
Pendant ce temps, Steven entend le plan des Drahvins et les discours de supériorité de Maaga. Il tente de s'échapper, mais se retrouve coincé par Maaga dans un sas, qui décide de l'enfermer et de le condamner à choisir entre étouffer ou se rendre.

### The Exploding Planet
Alors que Steven est sur le point de mourir de suffocation, le Docteur et Vicki arrivent avec des Chumblies pour le sauver. Les Chumblies forcent les Drahvins à rester dans leur vaisseau tandis que le Docteur et ses amis retournent auprès des Rills. Ils entreprennent alors de transférer de l’énergie du TARDIS vers le vaisseau des Rills pour leur permettre de décoller avant que la planète n'explose. Entretemps, le Docteur, Steven et Vicki voient la vraie apparence des Rills et en concluent que malgré leurs différences physiques, leurs peuples partagent la même philosophie. Au vaisseau Drahvin, Maaga et ses soldats parviennent à s'échapper et tentent d'attaquer le vaisseau Rill, mais les Chumblies réussissent à défendre le vaisseau assez longtemps pour qu'il décolle sans accroc. Un Chumbley réussit à ramener le Docteur et ses compagnons au TARDIS, qui se dématérialise peu de temps avant l'explosion de la planète, laissant les Drahvins seules face à leur fin.
Alors qu'elle se trouve dans le TARDIS, Vicki regarde une planète et demande ce qui s'y trouve. L'action se déplace vers une des jungles de cette planète où un homme semble obsédé par l'idée de tuer.

## Continuité
- Le Docteur et Vicki parlent de leur voyage sur la planète Xeros (« The Space Museum »)
- On trouve un vaisseau Drahvin parmi les vaisseaux venus assister à l'ouverture de la Pandorica dans La Pandorica s'ouvre.

## Production

### Scénarisation
L'origine de cet épisode date d'octobre 1964, lorsqu'un scénariste du nom de William Emms vient rencontrer Dennis Spooner, à l'époque "script-éditor" (responsable des scripts) de la série. Emms avait déjà été scénariste sur plusieurs courts-métrages ainsi que sur des séries comme « Z-Cars » ou « Private Eyes ». L'épisode fut commandé sous le nom de « The Chamblies » le 1er mars 1965 mais eut à souffrir des changements de casting. Ainsi, le script original avait été écrit pour que les personnages soient Vicki, Ian et Barbara, ce qui obligea Steven à occuper le rôle dévolu à Barbara, ce qui est particulièrement visible dans le passage où il se retrouve dans une pièce où l'air se raréfie.
C'est la productrice Verity Lambert qui suggéra que les Drahvins (dont le nom initial était les « Dravians ») soient toutes des femmes. Le nom de la chef des Drahvin passa de « Gar » à « Maaga » lors de la pré-production de l'épisode.
En octobre 1965, le producteur John Wiles demanda que les Drahvins réapparaissent, mais cette idée ne fut pas suivie. William Emms écrivit un second épisode « The Imps » pour la 4e saison, qui sera finalement refusé. Il réutilisera ce scénario non abouti pour un roman dérivé de Doctor Who : « Mission To Venus » en 1986. Emms écrira également trois autres scénarios refusés, “The Harvesters” pour le Second Docteur en 1969, et « The Zeldan » et « The SCI » pour le 5e Docteur en 1983.

### Préproduction
L'épisode, renommé Galaxy 4 entra en production en juin 1965, sous la supervision de John Wiles qui commençait à remplacer Verity Lambert dans son rôle. L'ancien coproducteur et réalisateur Mervyn Pinfield fut appelé pour tourner l'épisode. Il fut décidé que cet épisode et le suivant Mission to the Unknown seraient tournés en un seul bloc de tournage. Le 22 juin commencèrent le tournage des premiers plans, consistant en de nombreux plans des planètes et des maquettes utilisées pour Galaxy 4 et Mission to the Unknown.
Les Chumblies furent créés par Richard Hunt en quatre exemplaires. Chacun d'eux faisaient un mètre de haut et nécessitaient des acteurs de petite taille pour être actionnés.

### Tournage
Mervyn Pinfield tomba malade et le tournage eut donc lieu sous la direction de Derek Martinus, un réalisateur qui avait été embauché initialement pour tourner « The Myth Makers » et qui accepta de tourner les épisodes. Martinus était un acteur qui s'était tourné vers la réalisation et cet épisode fut son premier travail dans le métier ainsi que le premier des six épisodes qu'il dirigea pour la série. Le tournage commença le 9 juillet 1965 au Centre Télévisuel de la BBC dans les studios TC3 et TC4, habituellement réservés pour d'autres émissions que Doctor Who. Contrairement à la pratique habituelle, le cliffhanger ne fut pas tourné dans la foulée, mais fut filmé le 6 août lors de la production de « Mission to the Unknown » afin de pouvoir engager l'acteur Barry Jackson une semaine plus tard.
À la fin du tournage de cet épisode, Maureen O'Brien reçut une révision de son contrat pour tourner 20 nouveaux épisodes après « The Myth Makers » et vu la bizarrerie de l'épisode suivant, William Hartnell, Peter Purves et elle purent recevoir un congé d'un mois.

### Post-production
La musique de cet épisode fut composée par le groupe expérimental français Les Structures Sonores qui devait
initialement composer le générique de la série. Leur musique faite à l'aide de tubes en verre avait déjà été utilisée dans l'épisode « The Web Planet »

## Diffusion et réception
| Épisode | Date de diffusion | Durée | Téléspectateurs en millions | Archives                                |
| --- | ----------------- | ----- | --------------------------- | --------------------------------------- |
| "Four Hundred Dawns"                                                                                           | 11 septembre 1965 | 22:21 | 9,0                         | Bande audio et quelques extraits vidéos |
| "Trap of Steel"                                                                                                | 18 septembre 1965 | 24:51 | 9,5                         | Bande audio et quelques extraits vidéos |
| "Air Lock" | 24 septembre 1965 | 24:19 | 11,3                        | Films 16mm                              |
| "The Exploding Planet"                                                                                         | 2 octobre 1965    | 24:47 | 9,9                         | Bande audio et quelques extraits vidéos |
| L'épisode fit une pointe à 11,3 millions pour la troisième partie "Air Lock", un score très bon pour la série. |                   |       |                             |                                         |

La série Doctor Who entame sa 3e saison et gagne en renommée. Le comic-book dérivé de la série, diffusé depuis un an dans les numéros de TV Comics montre quelques pages en couleurs.
Cet épisode utilise pour la première fois un thème de la série que l'on va voir réapparaitre à maintes reprises : les apparences trompeuses. Ici, le Docteur se retrouve face à des femmes très belles contre des monstres laids dirigeant une armée de robots. Or, ce sont les Rills d'apparence monstrueuse qui se montrent les plus pacifiques. De nombreuses personnes feront aussi un parallèle avec le Meilleur des Mondes d'Aldous Huxley et John Peel écrira dans le "Fantasy Empire no 4" de 1982 que l'idée d'avoir des clones était totalement nouvelle dans les séries télévisées de science fiction de l'époque.
À noter que cet épisode inspirera le morceau de The Bonzo Dog band intitulé : "Beautiful Zelda from Galaxy 4"

### Épisodes manquants
Dans les années 1970 à des fins d'économie, la BBC détruisit de nombreux épisodes de Doctor Who et mis à part 6 minutes de la première partie, "Four Hundred Dawns", Galaxy 4 fut longtemps considéré comme totalement manquant. Or, le 11 décembre 2011, la troisième partie "Air Lock" fut découverte parmi des bobines achetées à un collectionneur. Cette bobine ainsi que la partie 2 de « The Underwater Menace » furent restituées à la BBC , L'épisode a été inclus en supplément de l'édition spéciale de The Aztecs en mars 2013.
Une rumeur raconte que les membres "Doctor Who Appreciation Society" obtinrent en 1978 le droit de diffuser légalement cet épisode lors de l'une de leurs soirées avant d'apprendre quelques semaines plus tôt que toutes les copies de cet épisode avaient été détruites. Mais quelques recherches antérieures conclurent que cet épisode fut en réalité détruit en 1976.

## Novélisation
L'épisode fut novélisé sous le titre Galaxy 4 par William Emms lui-même, et fut publié en novembre 1985 sous le numéro 105 de la collection Doctor Who des éditions Target Book. Cette novélisation n'a connu aucune traduction à ce jour.
L'épisode ayant longtemps été considéré comme perdu et une partie des bandes sonores étant impossible à retrouver, les éditions Titan Books publièrent le script en 1994 

## Éditions DVD et CD
L'épisode ayant été considéré comme longtemps perdu et ayant une bande son manquante durant des années, les rééditions furent rares :
- Les courts passages retrouvés avant 2011 furent diffusés dans le coffret "Lost in Time" en 2004
- La bande son de l'épisode a été éditée sur CD en 1999 avec la voix off de Peter Purves servant d'introduction.
- L'épisode peut être trouvé dans les sites de partages vidéos par l'équipe de "Loose Cannon Productions" qui a tenté de recréer un diaporama à partir des bandes son, des photos de l'épisode et des quelques minutes d'épisode retrouvées. Elle inclut également une introduction et une conclusion par Peter Purves.
- L'édition spéciale de l'épisode The Aztecs, sortie le 11 mars 2013, comprend parmi ses suppléments une reconstruction de Galaxy 4, y compris l'épisode récemment retrouvé "Air Lock", et des enregistrements remasterisés de la bande son des autres épisodes, accompagnés d'images fixes, d'animations et de quelques séquences survivantes[11].